# Fekete galagonya
A fekete galagonya (Crataegus nigra) a rózsafélék családjába tartozó, Magyarországon fokozottan védett cserje.

## Megjelenése

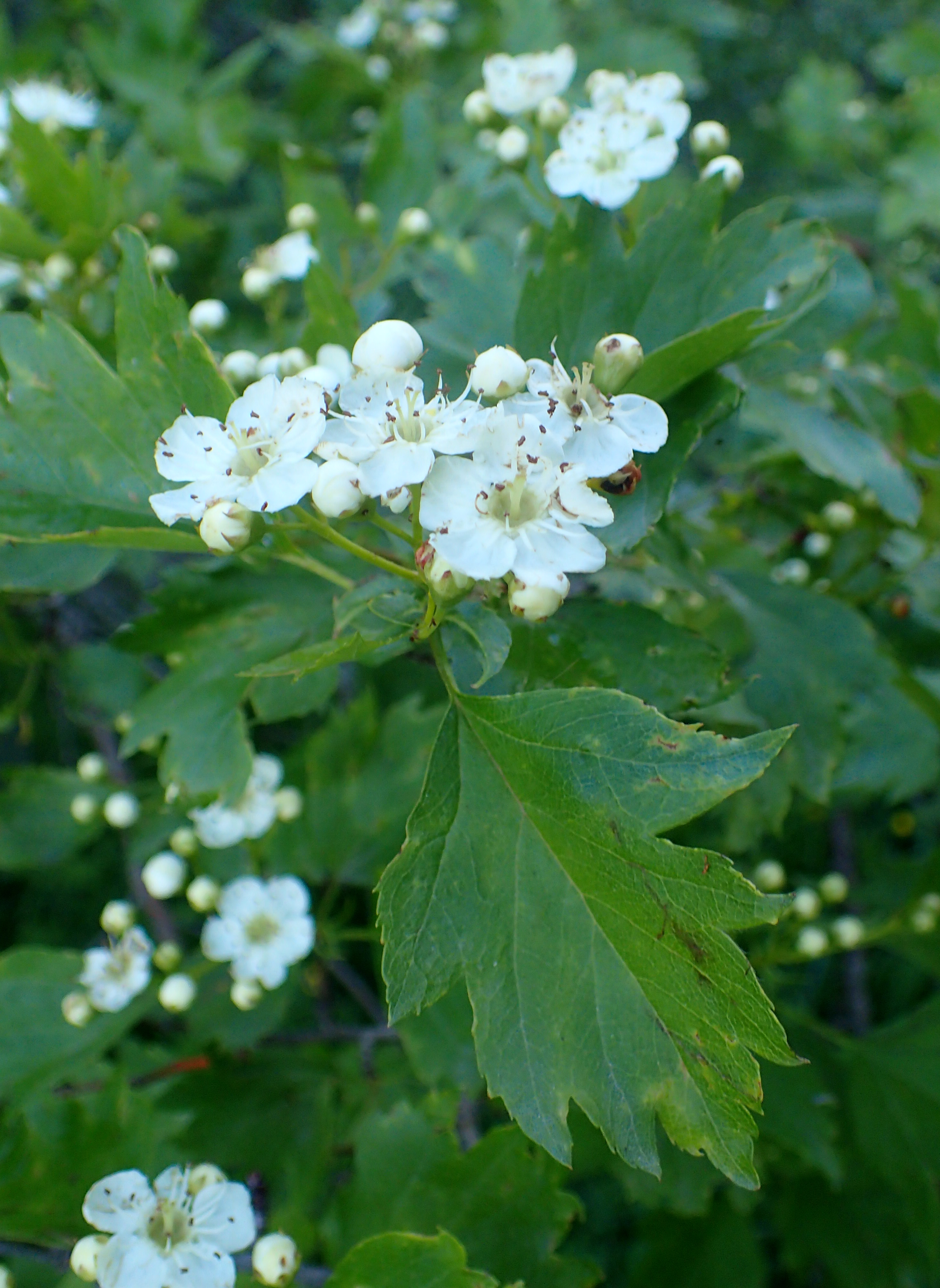
Virága

A fekete galagonya 3–7 m magas, lombhullató cserje vagy kis, többtörzsű fa. Koronája felfelé törekvő, gömbölyű; hajtásrendszere zegzugos. Barnásvörös, szürkén molyhos vesszőin elszórtan 1–2 cm-es tövisek találhatók. Fiatal hajtásai is vastagon, szürkésfehéren molyhosak. Szórt állású levelei szárnyasan erezettek, tojásdadok, 7-11-szeresen karéjosak. A karéjok a levéllemez harmadáig vágódnak be, csúcsuk hegyes vagy kerekded-tompa; a csúcs felé egyre kisebbek. A levélváll levágott vagy ék alakú, éle szabálytalanul fűrészes, a csúcs hegyes. A fiatal levél felül molyhos, később lekopaszodik; fonákja maradandóan szürkésfehéren gyapjas. A levelek hossza 5-9 (-10) cm, szélessége 4–7 cm. Ősszel sárgára, sárgászöldre színeződik.
Május-júniusban virágzik. Kétivarú virágai leveles rövidhajtások végén 4-10 tagú sátorozó bugákba rendeződnek. A virágzati tengely, a kocsány és a vacok is egyaránt szürkésen gyapjas. Az öttagú virágok 1,5–2 cm átmérőjűek, a fehér színű szirmok kerekdedek, gyűröttek; elvirágzáskor rózsaszínre sötétedhetnek. A porzók száma 15-25, a portokok barnásvörösek. A virág kellemetlen szagú.
Termése 8–10 mm átmérőjű, gömbölyded, feketén fénylő csontáralma, amelynek csúcsán megmaradnak a csészelevelek. Zöldesfekete vagy feketésbordó húsa fojtósan édes, éretten kocsonyás; benne 5 db 5–6 mm hosszú, háromszöges keresztmetszetű csontár található.  

### Degen-galagonya
A fekete galagonya gyakran alkot hibridet az egybibés galagonyával. A Degen-galagonya (C. x degenii) termései sötétbordó színűek, a hajtás az egybibés galagonyáénál kevésbé tövises. Nevét Degen Árpád neves magyar botanikusról kapta. A fekete és a Degen-galagonya gyakran fordulnak elő azonos élőhelyen, sőt a hibrid gyakoribb.

## Elterjedése
Kárpát-medencei és észak-balkáni faj, korábban Szlovákiából, Romániából és Szerbiából is jelezték, de mára biztosan csak magyarországi Duna-szakasz mentén és Horvátországban a Drávánál található meg. Albániai előfordulását nem erősítették meg. Magyarországon csak a Duna mentén, a Csepel-szigettől délre fekvő ártéri erdőkben fordul elő.

## Életmódja
Füzes-nyáras vagy tölgyes-kőrises-sziles folyómenti ligeterdőkben él. Mérsékelten árnyéktűrő és melegigényes. Igényli a magas talajvizet és jól viseli a néhány hetes elöntéseket is. Az inkább meszes, humuszos öntéstalajokat vagy erdőtalajokat részesíti előnyben.
Május második és június első felében nyílik, néha szeptember-október körül másodszor is virágzik. Termése augusztus közepére érik be, madarak terjesztik. Gyökérről nem sarjadzik, ezért nem alkot sarjtelepeket. 

## Természetvédelmi helyzete
A fekete galagonya mérsékelt elterjedése és az utóbbi három generációban tapasztalt több mint 50%-os visszaszorulása miatt a Természetvédelmi Világszövetség Vörös listáján veszélyeztetett besorolást kapott. Magyarországon 1988 óta védett, természetvédelmi értéke 100 000 Ft. Hibridje, a Degen-galagonya is védelem alatt áll. A létét veszélyeztető legfontosabb tényező élőhelyének elvesztése, az ártéri társulások nemesnyárassá alakítása vagy a fakitermelést kísérő cserjeirtás. Genetikai identitását az egyre gyakoribb hibridizáció fenyegeti. A Gemenci-erdőben a túlszaporodott vadállomány kártétele is jelentős lehet. Eddig felmért összesen 36 hazai állományából 10 már kipusztult.

## Taxonómiája
A fajt Franz de Paula Adam von Waldstein és Kitaibel Pál írta le először 1801-ben Descriptiones et Icones Plantarum Rariorum Hungariae c. művükben. Latin és magyar neve fekete termésére utal. Jelentősebb szinonimái: Mespilus nigra, Crataegus melanocarpa var. polyphylla.     

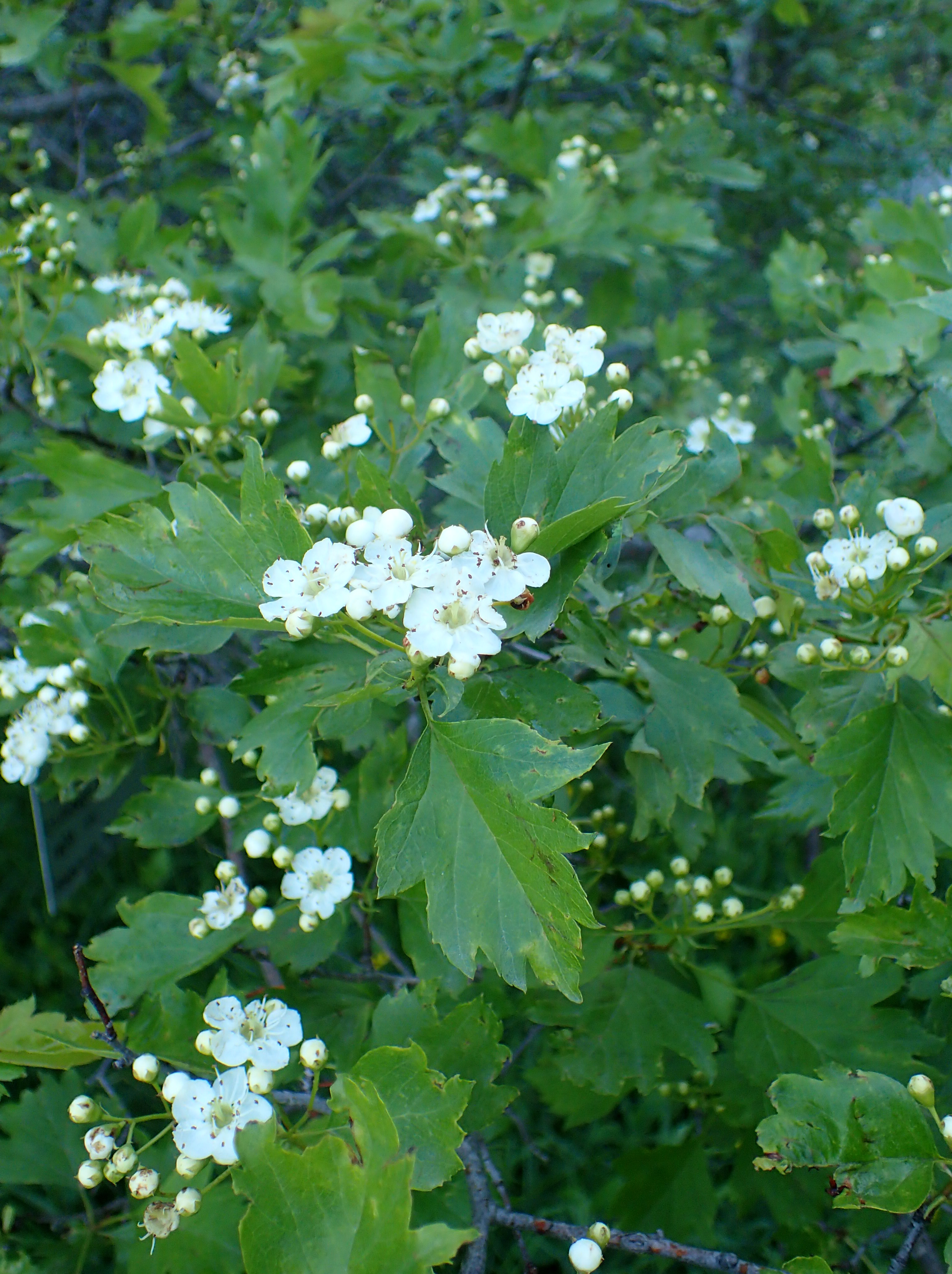
Virágzó fekete galagonya
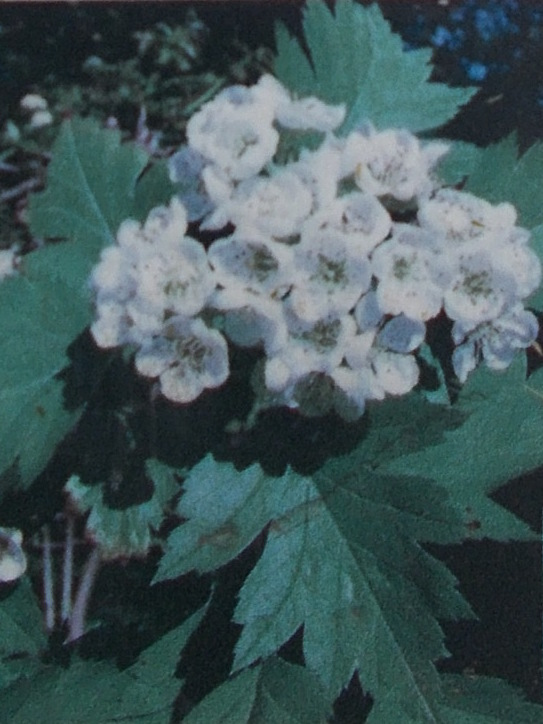
A Tabáni Botanikai Tanösvényen
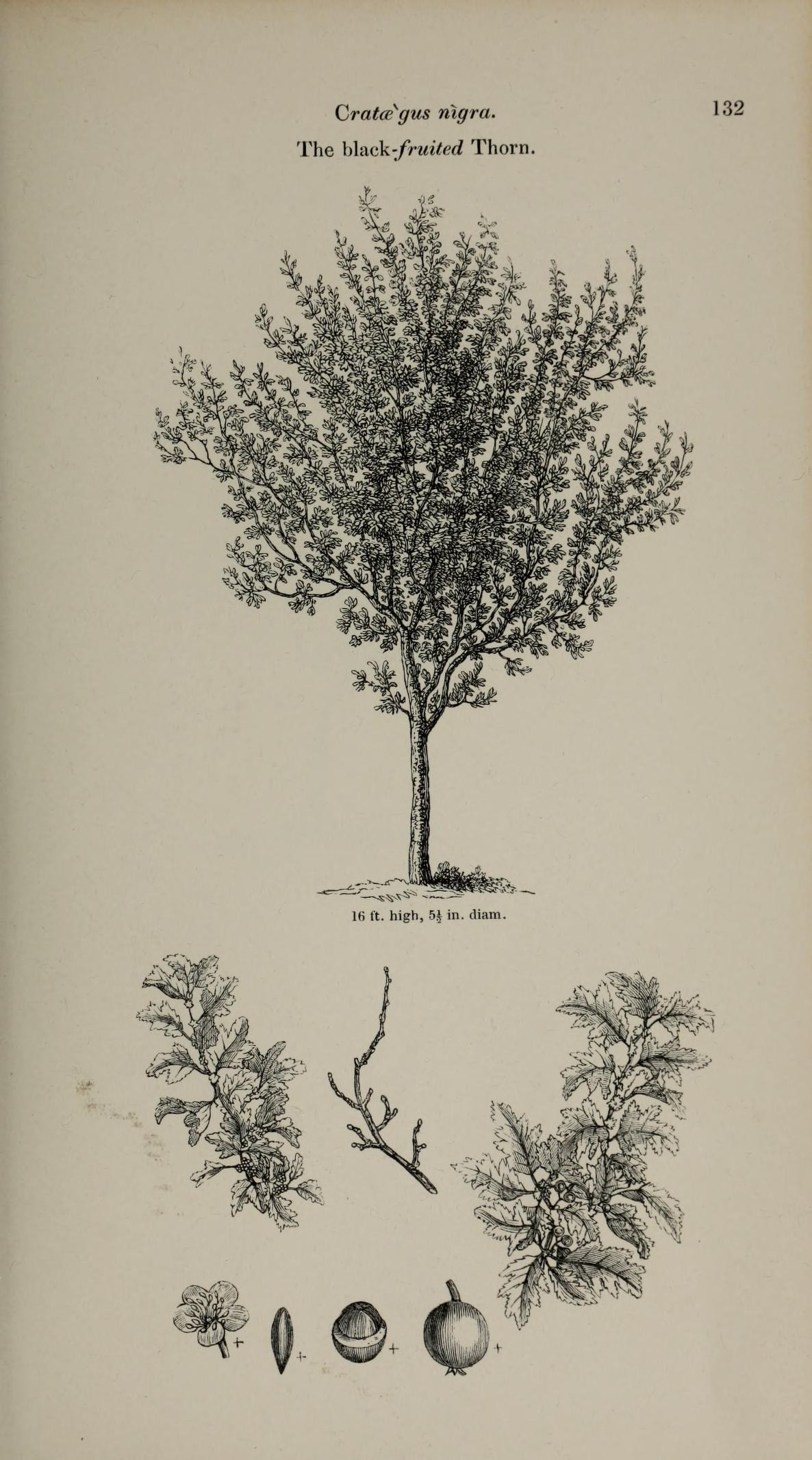
Fekete galagonya egy angol botanikakönyvben (1844)
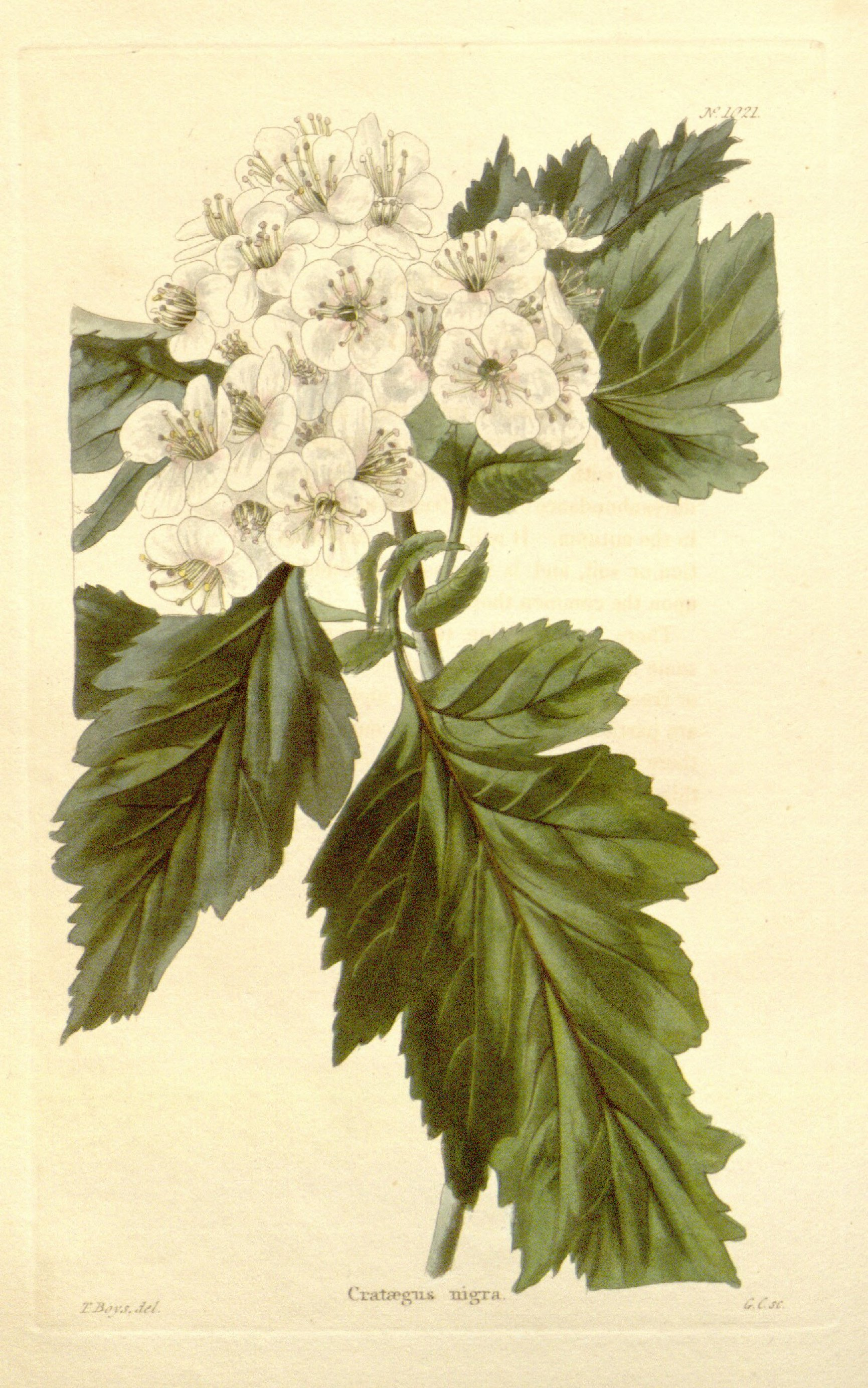
1825-ös ábrázolása